# Фельдкірх (округ)
Бецирк Фельдкірх — округ Австрійської федеральної землі Форарльберг. 

## Адміністративний поділ
Округ поділено на 24 громади, з яких 1  місто, а ще 3 - ярмаркові містечка. 
Міста
1. Фельдкірх (31 054)

Містечка
1. Гетцис (10 795)
2. Ранквайль (11 635)
3. Фрастанц (6 274)

Сільські громади
1. Альтах (6 397)
2. Вайлер (2 022)
3. Вікторсберг (389)
4. Гефіс (3 083)
5. Дюнзерберг (147)
6. Дюнс (377)
7. Заттайнс (2 590)
8. Зульц (2 390)
9. Клаус (3 102)
10. Коблах (4 269)
11. Латернс (678)
12. Майнінген (2 035)
13. Медер (3 739)
14. Ренс (314)
15. Ретіс (1 922)
16. Фраксерн (677)
17. Шлінс (2 271)
18. Шніфіс (762)
19. Цвішенвассер (3 105)
20. Юберзаксен (629)

## Демографія
Населення округу за роками за даними статистичного бюро Австрії

## Виноски
1. ↑  Statistik Austria

| Австрія | Це незавершена стаття з географії Австрії. Ви можете допомогти проєкту, виправивши або дописавши її. |